# Adedeji Adeyinka
Adedeji Adeyinka, dont le nom entier est Michael Adedeji Adeyinka est un joueur de football né le 25 mars 1985 au Nigeria.
Il fait 1,78 m pour 70 kg et joue au club de Shooting Stars Football Club au  Nigeria depuis 2006.
C'est un milieu de terrain formé à la Pepsi Football Academy.

## Carrière
- Formé à la Pepsi Football Academy ( Nigeria)
- 2004 : AS Racines ( Nigeria) (Championnat du Nigeria de division 2)
- 2005: GIF Sundsvall ( Suède) (Ligue 2 suédoise)
- 2006-2008 :  Shooting Stars Football Club ( Nigeria)
- 2010 : FC Pyunik Erevan (prêt)  Arménie

## Palmarès
- 2005: Vainqueur de la Coupe d'Afrique des nations junior au Bénin avec l'équipe du Nigeria moins de 20 ans.
- Membre de l'équipe du Nigeria moins de 20 ans qui a fini seconde au championnat du monde moins de 20 ans aux Pays-Bas.